# الماريشال (مسرحية تونسية)
الماريشال عمار هى مسرحية كوميدية تونسية عرضت في عام 1967، اقتبسها الفنان نور الدين القصباوي عن مسرحية (البرجوازي النبيل - لموليير) وأخرجها المخرج الكبير الراحل علي بن عياد. تمثيل: الشريف العبيدي - سليم محفوظ - علي الورغي - الهادي داود - رمضان شطا - محسن بن عبد الله - محمد المورالي - محسن الزعزاع - نرجس عطية - أنيسة لطفي - عمر زويتن - نور الدين قصباوي - عبد العزيز المحرزي - رشيد قارة - منى نور الدين - حمدة بن التيجاني - محمد كوكا - أحمد الحناشي - هادي السملالي.